# James Bond – 007 jagt Dr. No
James Bond – 007 jagt Dr. No (Originaltitel: Dr. No) ist ein britischer Actionfilm nach dem gleichnamigen Agentenroman von Ian Fleming. Es ist der erste Film von Eons James-Bond-Reihe nach Flemings Werken. Die beiden Hauptdarsteller Sean Connery und Ursula Andress schafften damit jeweils ihren internationalen Durchbruch. Der Film wurde am 5. Oktober 1962 in London uraufgeführt und startete am 25. Januar 1963 in den bundesdeutschen Kinos.

## Handlung

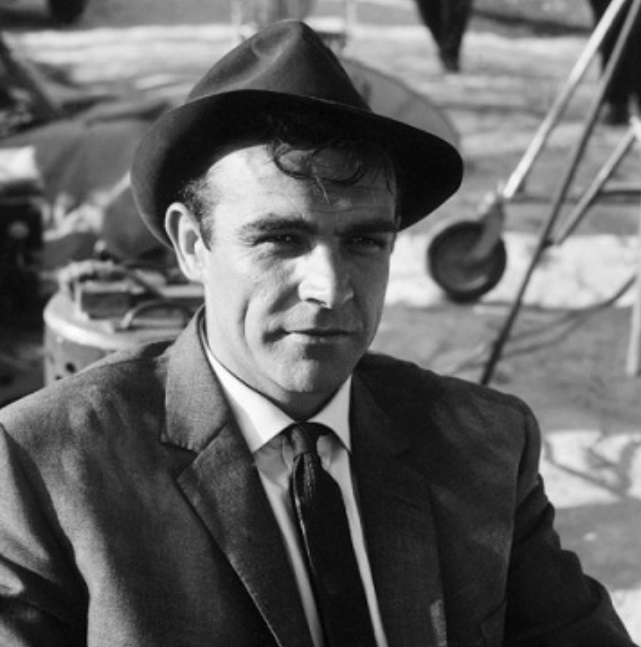
Hauptdarsteller Sean Connery prägte die Figur des James Bond nachhaltig.

John Strangways, der Station Chief des MI6 auf Jamaika, wird ebenso wie seine Sekretärin ermordet. Die Attentäter nehmen Akten mit der Aufschrift „Dr. No“ an sich und lassen beide Leichen verschwinden. Daraufhin wird der britische Agent James Bond (Codenummer: 007) von seinem Chef M instruiert, auf Jamaika Strangways’ Verschwinden zu untersuchen. Strangways war beauftragt, die Herkunft von Energiewellen zu klären, die US-amerikanische Raketen aus Cape Canaveral vom Kurs ablenkten („Toppling“). Vor seiner Abreise widmet sich Bond noch kurz seiner neuesten Eroberung Sylvia Trench, die er im Casino kennengelernt hat. In Jamaika angekommen, wird er von einem Chauffeur abgeholt, der vorgibt, vom Büro des britischen Gouverneurs geschickt worden zu sein. Als Bond ihn überwältigt und zur Rede stellen will, nimmt sich dieser mit einer Zyanidkapsel das Leben.
Bond überlebt weitere Mordanschläge, unter anderem tötet er eine Vogelspinne, die in seinem Bett ausgesetzt worden war. Mit Unterstützung des einheimischen Fischers Quarrel und des CIA-Agenten Felix Leiter bringt Bond in Erfahrung, dass Strangways radioaktiv verseuchtes Gestein gesammelt hat. Dabei macht sich der mit Strangways befreundete Professor Dent verdächtig, als er Bond falsche Informationen dazu liefert. Tatsächlich ist Dent Agent eines geheimnisvollen Kriminellen und wird beim Versuch, Bond zu töten, von diesem erschossen. Alle Spuren führen zum Minenbesitzer Dr. No auf der Insel Crab Key. Zusammen mit Quarrel fährt Bond dorthin und trifft dort auf die schöne Muschelsammlerin Honey Ryder, die Dr. No für den Tod ihres Vaters verantwortlich macht. Gemeinsam dringen sie weiter ins Innere der Insel vor. In einem radioaktiv kontaminierten Sumpf werden sie von Dr. Nos Wachen gestellt. Quarrel wird getötet, Bond und Honey gefangen genommen. Zu ihrer Überraschung werden sie wie Gäste und nicht wie Gefangene behandelt und schließlich Dr. No persönlich vorgestellt. Dieser entpuppt sich als fanatischer Wissenschaftler, der sich für die Geringschätzung seiner wissenschaftlichen Fähigkeiten an den USA rächen will. Hierzu manipuliert er amerikanische Raketen, die von Cape Canaveral starten, mithilfe der Energie aus einem eigenen Kernreaktor.
Beeindruckt von Bonds Fähigkeiten bietet Dr. No ihm die Mitarbeit in seiner Verbrecherorganisation „GOFTER“ (orig. „SPECTRE“) an. Als Bond ablehnt, lässt er ihn zusammenschlagen und einsperren. Bond kann aus seiner Zelle entkommen und sabotiert im Schutzanzug eines Technikers den Atomreaktor. Während der Stützpunkt um sie herum zu explodieren beginnt, stellt sich Dr. No Bond zum Kampf und stirbt, als er im kochenden Kühlwasser des Reaktors versinkt. Zusammen mit Honey kann Bond in letzter Sekunde in einem kleinen Boot von der Insel entkommen. Als Felix Leiter die beiden retten will, lässt Bond sich zunächst in Schlepp nehmen. Er und Honey lassen das Seil aber los, um noch etwas Zeit miteinander zu verbringen.

## Entstehung

### Konzeption
Zu Beginn war als Vorlage für den ersten James-Bond-Kinofilm der Roman Feuerball vorgesehen. Aufgrund eines Rechtsstreits zwischen Ian Fleming, Kevin McClory und Jack Whittingham entschied sich die Produktionsfirma Eon Productions unter Leitung der Produzenten Albert R. Broccoli und Harry Saltzman stattdessen für den Roman Dr. No. United Artists hatte schon vor Drehbeginn einen Vertrag über den Vertrieb von sechs James-Bond-Filmen abgeschlossen und als sich dann der Erfolg von James Bond jagt Dr. No. abzeichnete, nahm Eon die Produktion der Fortsetzung Liebesgrüße aus Moskau auf.
Die Filmfigur James Bond aus Dr. No lehnt sich noch stark an Flemings Schöpfung an. Viele Merkmale der Filmreihe finden sich bereits in diesem Film. Dazu zählt das von Monty Norman komponierte und von John Barry arrangierte James Bond Theme, der Pistolenlauf-Beginn jedes James-Bond-Films, mindestens eine starke und erotische Frauenrolle (siehe Figuren aus James-Bond-Filmen#Die Bond-Girls), exotische Handlungsorte, die Verwendung von Gadgets und besonderen Fahrzeugen und ein größenwahnsinniger, versehrter Gegenspieler mit seinen Handlangern. Im Vergleich zu den folgenden Filmen der Reihe beginnt Dr. No noch direkt mit dem Vorspann – erst ab Liebesgrüße aus Moskau unterteilt dieser die Handlung. Obwohl sich der Vorspann noch stilistisch von seinen Nachfolgern unterscheidet, wurde er bereits hier von Maurice Binder entworfen – er erstellte auch alle weiteren von Feuerball bis Lizenz zum Töten.

### Besetzung
| Figur                | Darsteller         | Deutscher Sprecher    |
| -------------------- | ------------------ | --------------------- |
| James Bond           | Sean Connery       | Klaus Kindler         |
| Honey Ryder          | Ursula Andress     | Uta Hallant           |
| Dr. Julius No        | Joseph Wiseman     | Friedrich Joloff      |
| M                    | Bernard Lee        | Siegfried Schürenberg |
| Felix Leiter         | Jack Lord          | Rainer Brandt         |
| Professor R. J. Dent | Anthony Dawson     | Gerd Martienzen       |
| Miss Taro            | Zena Marshall      | Brigitte Grothum      |
| Quarrel              | John Kitzmiller    | Gerd Duwner           |
| Sylvia Trench        | Eunice Gayson      | Eva Katharina Schultz |
| Miss Moneypenny      | Lois Maxwell       | Beate Hasenau         |
| John Strangways      | Timothy Moxon      | Eckart Dux            |
| Major Boothroyd      | Peter Burton       |                       |
| Puss-Feller          | Lester Prendergast | Arnold Marquis        |
| Jones                | Reginald Carter    | Herbert Stass         |
| Falsche Reporterin   | Margaret Le Wars   | Renate Danz           |

Die Suche nach einem Hauptdarsteller gestaltete sich als schwierig. Berichten zufolge wurden auch Richard Johnson, Rex Harrison, Trevor Howard, Max von Sydow, Stephen Boyd und Roger Moore in Betracht gezogen – letzterer war später der dritte Darsteller des James Bond. Patrick McGoohan lehnte die Rolle als zu brutal ab. Produzent Broccoli hätte gerne Cary Grant besetzt, Bond-Autor Fleming favorisierte entweder David Niven, Roger Moore oder seinen Cousin Christopher Lee. Man hoffte gar, per Zeitungswettbewerb einen passenden Darsteller zu finden. Aus über 1000 Bewerbern wählte man sechs für Probeaufnahmen aus und das Model Peter Anthony ging als Sieger hervor, wurde aber trotzdem nicht für geeignet befunden. Die Hauptrolle des Grafen Wronskij in einer BBC-Produktion von Anna Karenina machte derweil den Schotten Sean Connery zum Favoriten in einer Leserumfrage des Daily Express.
Produzent Broccoli kannte den Darsteller seit 1958, Lana Turner hatte beide am Set von Another Time, Another Place einander vorgestellt. Aber erst nach einer Testvorführung von Disneys Darby O’Gill konnte Dana Broccoli ihren Mann von Connerys Zugkraft überzeugen. Saltzman wiederum wurde auf den Schauspieler über den Produzenten Benjamin Fisz aufmerksam. Dieser drehte gerade mit Connery die Militärkomödie On the Fiddle und empfahl seinen Hauptdarsteller auf einer Dinner Party. Im Oktober 1961 fanden schließlich Gespräche in London statt; die beiden Dr.-No-Produzenten waren sofort vom selbstsicheren Auftreten und der geschmeidigen Körpersprache Connerys beeindruckt. Doch die United Artists blieben zunächst zurückhaltend und hofften auf einen besseren Darsteller, wenn man mit der Suche fortführe. Broccoli und Saltzman schlossen mit Connery jedoch im späten Oktober 1961 einen Vertrag. Darin verpflichtete sich Connery, von 1962 bis 1967 jedes Jahr einen James-Bond-Film zu drehen.
Für den Film wurde Ursula Andress’ Rollenname von Honeychile Ryder auf Honey Ryder gekürzt. Sowohl sie – da die Produzenten ihren schweizerischen Akzent ungenügend fanden – als auch Timothy Moxon wurden im Original nachsynchronisiert. Honeys Stimme übernahm Nikki van der Zyl, Strangways sprach Robert Rietti. Beide waren noch in weiteren Bond-Filmen zu hören: In Feuerball  Rietti für Adolfo Celi als Emilio Largo und van der Zyl für Claudine Auger als Domino und in Man lebt nur zweimal Rietti als Tiger Tanaka und van der Zyl als Kissy Suzuki. In Im Geheimdienst Ihrer Majestät schließlich bekam Rietti einen Kurzauftritt in einem Casino.
Die bekannte Figur Q wird in diesem Film noch von Peter Burton unter dem Rollennamen Major Boothroyd gespielt. Ab dem zweiten Bond-Film Liebesgrüße aus Moskau übernahm dann Desmond Llewelyn die Rolle bis zu seinem Tod 1999. Bereits in diesem Film waren Bernard Lee als Geheimdienstchef M und Lois Maxwell als dessen Sekretärin Miss Moneypenny zu sehen. Beide Darsteller blieben ihren Rollen jahrzehntelang treu. Anthony Dawson, der hier den verräterischen Professor Dent spielte, war später in den beiden Bond-Filmen Liebesgrüße aus Moskau und Feuerball als Bösewicht Blofeld nur schemenhaft zu sehen und wurde dafür im Abspann auch nicht erwähnt.

### Dreharbeiten

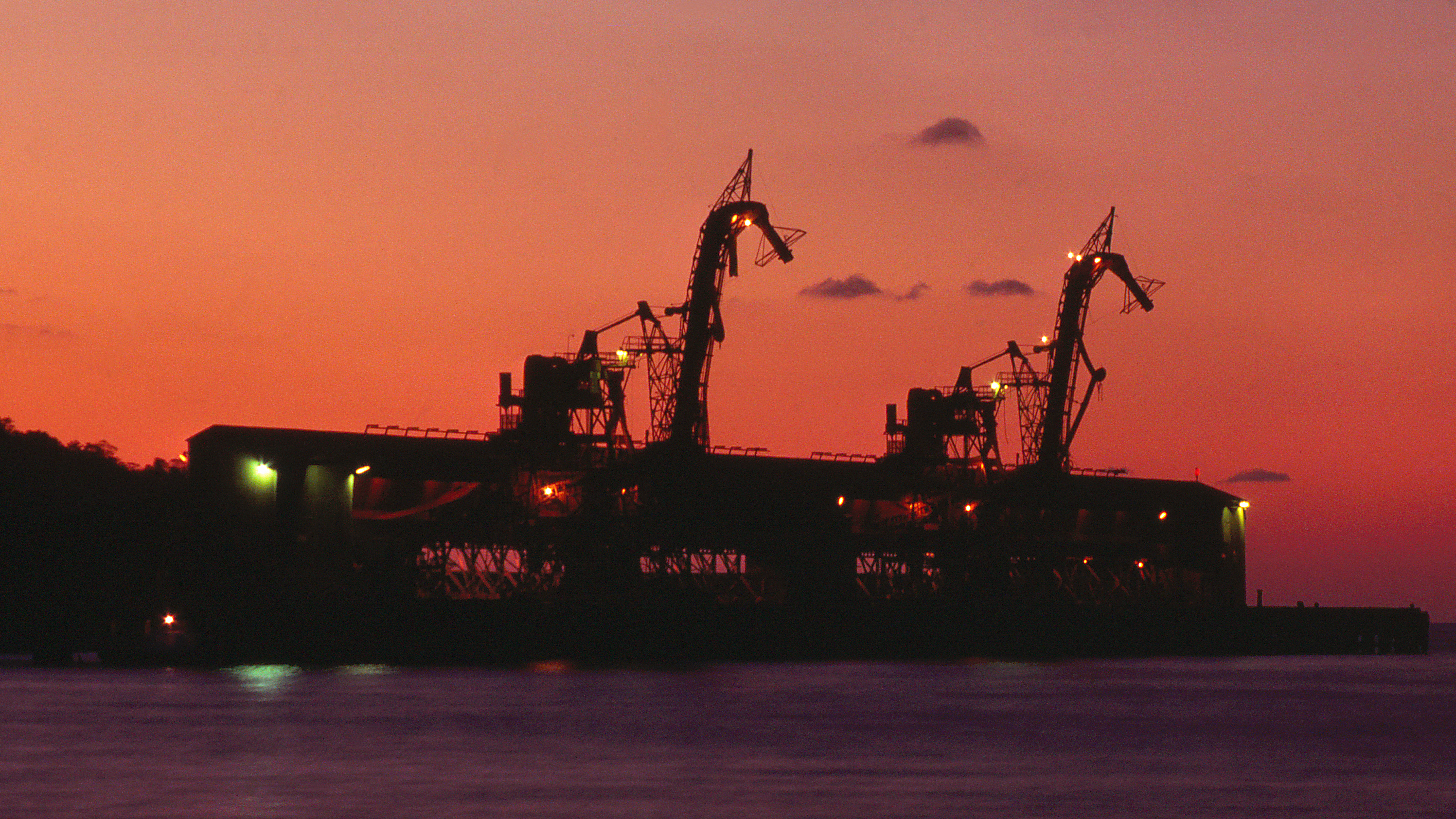
Der Reynolds Bauxite Pier in Ocho Rios, Jamaika diente als Versteck von Dr. No.

Die Dreharbeiten fanden vom 16. Januar bis zum 30. März 1962 an den folgenden Drehorten statt:
- Großbritannien
  - Queensborough und Hampton House, London
  - Club Les Ambassadeurs, London
  - Pinewood Studios, London
- Jamaika
  - Kingston
    - Port Royal, Kingston
    - Flughafen Norman Manley International, Kingston
    - Kingston

  - White River bei Ocho Rios
  - Reynolds Bauxit Pier, Ocho Rios
  - Villa im Hotel San Souci, Ocho Rios
  - Dunn’s River Falls
  - Laughing Water’s in der St. Ann’s Bay
  - King’s House
  - Ligunaea Club

Obwohl sich die Produzenten Broccoli und Saltzman ihrer Sache sicher waren, stellte ihnen der Filmverleih United Artists nur ein relativ geringes Budget von rund einer Million Dollar zur Verfügung. Bühnenbildner Ken Adam schuf trotzdem eine Reihe futuristischer Kulissen in den Pinewood Studios und trug damit nicht unerheblich zum durchschlagenden Erfolg an den Kinokassen bei. Allein in Großbritannien spielte der Kinofilm die Produktionskosten um ein Vielfaches wieder ein. Maurice Binder filmte für die Eröffnung des Films mit einer Lochkamera das Innere eines echten Pistolenlaufes und schuf damit das erste Erkennungszeichen eines James-Bond-Films. Ab GoldenEye wurden die Pistolenläufe per Computer erzeugt.

### Nachproduktion
Der Film startet mit dem James-Bond-Thema von Monty Norman, das Norman von John Barry arrangieren und einspielen ließ. Bereits Jahre zuvor hatte Norman das zugrundeliegende Motiv für eine Bühnenproduktion geschrieben. Jedoch machte zweifelsfrei erst John Barrys Jazz-inspiriertes Arrangement aus Bläsern und Surfgitarre das Thema weltberühmt. Auf dem Soundtrack finden sich auch Normans verschiedene Bearbeitungen des karibischen Volkslieds Underneath The Mango Tree und von Three Blind Mice, bezeichnet als Kingston Calypso. Norman hat auf dem Soundtrack zwar ein weiteres James Bond Theme (Titel 17) untergebracht, das jedoch in keinem späteren Bond-Film mehr Verwendung fand. Der Soundtrack erschien erstmals 1962 bei United Artists Records als Mono-LP – alle weiteren Bond-Filmmusiken wurden dann in Stereo veröffentlicht. In den 1980er Jahren wurde eine erste CD-Pressung durch EMI Records herausgebracht. Zum 40-jährigen Jubiläum des Films wurde von Capitol Records 2003 eine neubearbeitete Fassung veröffentlicht.
Titelliste der Soundtrack-CD
1. James Bond Theme (1:48)
2. Kingston Calypso (2:45)
3. Jamaican Rock (2:05)
4. Jump Up (2:13)
5. Audio Bongo (1:33)
6. Under The Mango Tree (2:25)
7. Twisting With James (3:12)
8. Jamaica Jazz (1:08)
9. Under The Mango Tree (2:46)
10. Jump Up (1:30)
11. Dr. No’s Fantasy (1:43)
12. Kingston Calypso (2:31)
13. The Island Speaks (3:23)
14. Under The Mango Tree (2:44)
15. The Boy’s Chase (1:34)
16. Dr. No’s Theme (2:02)
17. James Bond Theme (2:24)
18. Love At Last (1:53)

Die deutsche Synchronisation entstand bei der Ultra Synchron Berlin. Hierfür wurden einige Details gegenüber der Originalfassung verändert: Im englischen Originalton gibt Dr. No an, der ungewollte Sohn eines deutschen Missionars und eines chinesischen Mädchens zu sein, während in der deutschsprachigen Sprachfassung von einem britischen Missionar als Vater die Rede ist. Die Verbrecherorganisation wird im Deutschen zu „GOFTER“ (GeheimOrganisation Für Terrorismus, Erpressung und Rache). In Liebesgrüße aus Moskau und Feuerball „PHANTOM“ genannt, heißt die Organisation erst ab Man lebt nur zweimal (1967) wie in der englischen Fassung „SPECTRE“ (Special Executive for Counter-Intelligence, Terrorism, Revenge, and Extortion, Apronym von englisch spectre ‚Gespenst‘).
Klaus Kindler konnte sich als James Bonds Sprecher nicht etablieren: Schon im darauffolgenden Liebesgrüße aus Moskau war Gert Günther Hoffmann in der Rolle zu hören und blieb es auch für alle weiteren Bond-Filme mit Sean Connery und George Lazenby. Mit dieser Rolle konnte sich Hoffmann als Standardsprecher von Connery etablieren und blieb dies auch bis zu seinem Tod. Siegfried Schürenberg sprach den M auch in Liebesgrüße aus Moskau und Man lebt nur zweimal.

## Veröffentlichung
Die britische Presse konnte James Bond – 007 jagt Dr. No erstmals am 2. Oktober 1962 sehen. Erstmals öffentlich wurde der Film drei Tage später aufgeführt, bevor er am 8. Oktober in den Kinos anlief. Die US-amerikanische Premiere fand am 7. März 1963 in Gegenwart Sean Connerys auf dem Broadway statt. Zu den anwesenden Gästen zählten Leonard Bernstein, Phyllis Newman, Faye Emerson und Zsa Zsa Gabor. Der Kinostart in den USA erfolgte am 8. Mai 1963. James Bond – 007 jagt Dr. No war ein großer finanzieller Erfolg. Bei einem geschätzten Budget von ca. 1,1 Millionen US-Dollar spielte er weltweit beinahe 60 Millionen US-Dollar ein, davon etwa 16 Millionen in den Vereinigten Staaten. Der Film hatte am 28. Dezember 1984 um 20:15 Uhr im Ersten seine deutsche Fernsehpremiere.
Das Label Europa veröffentlichte die überarbeitete Tonspur des Films als Hörspiel auf Musikkassette. Den im Film nicht vorhandenen Erzähler spricht Norbert Langer.
Dr. No wurde erstmals in den 1980er Jahren auf VHS von MGM Home Entertainment veröffentlicht. In Deutschland übernahm dies ab 1982 Warner Home Video erst als Leih- und ab 1984 als Kaufversion. 1996 wurde der Film als Teil einer einheitlichen VHS-Reihe letztmals neu aufgelegt, die sich aber erheblich von der englischen Version unterschied. Diese neuen Cover prägten bei allen Bond-Filmveröffentlichungen bis 2006 das Bild der Verpackungen. Als DVD wurde der Film erstmals im Jahre 2000 als Special Edition von 20th Century Fox Entertainment auf den Markt gebracht. Von 2006 bis 2012 wurde sie als Ultimate Edition vermarktet. Seit 2008 ist der Film auch auf Blu-ray Disc erhältlich.

## Rezeption
Zum Erscheinungszeitpunkt erhielt 007 jagt Dr. No gemischte Kritiken. Er wird aber rückblickend mehrheitlich als überdurchschnittlicher Beitrag zur James-Bond-Serie eingeordnet, was sich auch in den Auswertungen US-amerikanischer Aggregatoren widerspiegelt. So erfasst Rotten Tomatoes fast ausschließlich positive Besprechungen und ordnet den Film dementsprechend als „Zertifiziert Frisch“ ein. Laut Metacritic fallen die Bewertungen im Mittel „Grundsätzlich Wohlwollend“ aus.
Diese Einschätzung wird auch in verschiedenen Ranglisten deutlich. So schnitt Dr. No in der Zeitschrift Entertainment Weekly im Jahr 2006, 44 Jahre nach Veröffentlichung des Films, als 7. von 21 Filmen ab. Im selben Jahr bewerteten die Mitarbeiter der Multimedia-Webseite IGN die Bond-Filme und wählten Dr. No auf Platz 6. Zwischen 2011 und 2012 wurde von den Besuchern der James-Bond-Fanseite MI6-HQ.com über die besten Bond-Filme abgestimmt, wobei Dr. No Platz 9 von 22 Filmen erreichte. Im Jahr 2012 wurden die Bond-Filme auch durch die Leser des 007 Magazine bewertet. Dr. No belegte den 6. von 24 Plätzen. Ebenfalls 2012 setzte Peter Travers Dr. No  im Rolling Stone auf Platz 6 der 24 James-Bond-Filme.

„Erster Film der populären und – trotz mehrfachen Hauptdarsteller-Wechsels – langlebigen Serie von Actionfilmen, die seit 1962 Motive aus Romanen des Engländers Ian Fleming (1908–1964) zu einer spektakulären Genre-Mischung verarbeitet.“

Das British Film Institute wählte 007 jagt Dr. No im Jahre 1999 auf Platz 41 der besten britischen Filme aller Zeiten. Des Weiteren wurde der Film bei den folgenden Auszeichnungen bedacht:
Golden Globe Award 1964
- Auszeichnung in der Kategorie Beste Nachwuchsdarstellerin für Ursula Andress

Laurel Award 1964
- 2. Platz in der Kategorie Bestes Action-Drama
- 3. Platz in der Kategorie Bester Action-Darsteller für Sean Connery

## Weiterführende Informationen

### Belege
1. ↑   Freigabebescheinigung für James Bond – 007 jagt Dr. No. Freiwillige Selbstkontrolle der Filmwirtschaft, August 2008 (PDF; Prüfnummer: 29 206 V/DVD).
2. ↑  Tesche, Seite 425
3. ↑  Begriffserklärung (engl.) Toppling
4. ↑  https://www.imdb.com/name/nm0000963/trivia/
5. 1 2 3 4 5 6  Production Notes. Auf: mi6-hq.com (englisch). Abgerufen am 10. November 2015.
6. ↑  Richard Natale, Manori Ravindran: Sean Connery, Oscar Winner and James Bond Star, Dies at 90. In: Variety. 31. Oktober 2020, abgerufen am 16. September 2021 (englisch).
7. ↑  Matthew Field: Sean Connery (1930–2020). In: MI6 – The Home of James Bond 007. 31. Oktober 2020, abgerufen am 16. September 2021 (englisch).
8. ↑  Owen Gleiberman: Sean Connery: He Made James Bond Larger Than Life, and Became One of the Great Movie Stars. In: Variety. 31. Oktober 2020, abgerufen am 16. September 2021 (englisch).
9. ↑  Steve Rubin, Siegfried Tesche: Die Hintergrund-Story zu 25 Jahre Bond Kino Verlag, Hamburg 1987, ISBN 3-89324-026-8, S. 77.
10. 1 2  Box office / business for Dr. No Auf: imdb.com (englisch). Abgerufen am 10. November 2015.
11. ↑  Siegfried Tesche: Der große James Bond-Atlas. Wissen Media Verlag, Gütersloh/München 2008, ISBN 978-3-577-07305-9, S. 114/115
12. ↑  The James Bond Theme Story. (Memento vom 27. März 2016 im Internet Archive) In: montynorman.com
13. ↑  Liste der verschiedene Ausgaben des Soundtrack-Albums In: soundtrackcollector.com
14. ↑  Münstersche Zeitung: 007 – Im Auftrag der Zensur: „Skyfall“ fällt in China der Schere zum Opfer, Titelseite, Ilka Bärwald, 23. Januar 2013
15. ↑  JAHRGANG 1980–2000. Abgerufen am 18. Februar 2018.
16. ↑  James Bond jagt Dr. No. James-Bond-Hörspiele. In: jamesbondfilme.de. Abgerufen am 24. August 2019.
17. ↑  James Bond 007 Home Video – Videotape – Germany – Pre-Certificate. (JPEG, 0,2 MB) Archiviert vom Original (nicht mehr online verfügbar) am 7. März 2016; abgerufen am 3. September 2020 (englisch).
18. 1 2  James Bond – 007 jagt Dr. No. In: Rotten Tomatoes. Fandango, abgerufen am 27. Dezember 2024 (englisch, aggregiert aus 62 Kritiken).
19. 1 2  James Bond – 007 jagt Dr. No. In: Metacritic. Abgerufen am 27. Dezember 2024 (englisch, aggregiert aus 8 Kritiken).
20. ↑  Bruce Eder: Kritik zu James Bond – 007 jagt Dr. No (Memento vom 6. Oktober 2021 im Internet Archive) bei AllMovie (englisch)
21. 1 2  James Bond – 007 jagt Dr. No. In: Lexikon des internationalen Films. Filmdienst, abgerufen am 7. August 2023.
22. ↑  Countdown: Ranking the Bond Films (Memento vom 17. Februar 2015 im Internet Archive) auf ew.com (englisch), abgerufen am 10. November 2015.
23. ↑  James Bond's Top 20 – Ranking 007’s films from worst to best. Auf: ign.com (englisch). Abgerufen am 10. November 2015.
24. ↑  Best Bond Film Results. auf: mi6-hq.com (englisch), abgerufen am 10. November 2015.
25. ↑  007 MAGAZINE readers vote On Her Majesty’s Secret Service as greatest ever Bond film! auf: 007magazine.co.uk (englisch), abgerufen am 26. Dezember 2012.
26. ↑  James Bond’s Best and Worst: Peter Travers Ranks All 24 Movies (Memento vom 1. März 2014 im Internet Archive) auf rollingstone.com (englisch), abgerufen am 10. November 2015.
27. ↑  Internet Movie Firearms Database
28. ↑  https://www.firstshowing.net/2012/eon-announces-a-global-james-bond-day-on-october-5th-this-year/